# Milan Gelnar (podnikatel)
Milan Gelnar (* 4. srpna 1963 Chodov) je český podnikatel, spoluzakladatel a bývalý spolumajitel nakladatelství Argo a sítě knihkupectví Kosmas. 
Po vystudování střední školy a složení maturity odešel do Prahy, kde nastoupil na studium Stavební fakulty ČVUT. Krátce po získání inženýrského titulu se v roce 1992 připojil ke svému spolužáku Jiřímu Michkovi v zakládání nakladatelství Argo, jehož se následně stal ředitelem.  Pod jeho vedením došlo k vydání mnoha významných domácích i zahraničních autorů, mezi které patří mj. Madeleine Albright, Robert Fulghum, Michael Žantovský, Dan Brown nebo George R. R. Martin. V roce 2015 se spolu s manželkou rozhodl prodat poloviční podíl v obou společnostech svému společníku Jiřímu Michkovi.  Ve společnosti Argo nicméně nadále působí jako výkonný ředitel.

## Ocenění
Za zásluhy – šíření korejské literatury – obdržel od Literature Translation Institute of Korea cenu LTI Korea Distinguished Service Award. 